# The Vines
A The Vines ausztrál rockegyüttes. 1994-ben alakultak Sydneyben. Főleg a garázsrock, alternatív rock és grunge műfajokban játszanak. 

## Tagok
- Craig Nicholls - ének, gitár (1994-)
- Patrick Matthews - basszusgitár, vokál (1994-2004, 2018-)
- Hamish Rosser - dobok, vokál (2002-2011, 2018-)
- Ryan Griffiths - gitár, vokál (2002-2011, 2018-)

## Diszkográfia
- Highly Evolved (2002)
- Winning Days (2004)
- Vision Valley (2006)
- Melodia (2008)
- Future Primitive (2011)
- Wicked Nature (2014)
- In Miracle Land (2018)